# Rainbow: Nisha Rokubō no Shichinin
Rainbow: Nisha Rokubō no Shichinin (jap. RAINBOW 二舎六房の七人) ist eine Anime- und Mangaserie, die in den 1950er Jahren in Japan spielt und die Freundschaft zwischen mehreren Jugendlichen erzählt, die ein hartes Leben durchlaufen.

## Handlung (Anime)
Die Handlung spielt in den 1950er Jahren in der japanischen Nachkriegszeit. Sie konzentriert sich auf sechs strafgefangene Jugendliche und ihren Aufseher an der Shōnan Special Reform School in der Nähe von Tokio und ihr Leben nach Verlassen der Schule.
Zehn Jahre nach dem Zweiten Weltkrieg, im Juli 1955, werden die sechs strafgefangenen Jugendlichen mit den Spitznamen Mario, Kohlkopf, Soldat, Schildkröte, Ungedeckt und Joe in eine Erziehungsanstalt verlegt. Sie werden dem leitenden Schularzt Dr. Sasaki vorgestellt, welcher sie schmerzhaft rektal untersucht, sowie ihrem sadistischen und brutalen Aufseher Ishihara, welcher sie begleitet. Danach lernen sie ihren Mitinsassen Sakuragi kennen. Nach einigen Startschwierigkeiten gewinnt Sakuragi durch seine Stärke Respekt bei den anderen sechs Jungs und sie lernen sich besser kennen. Als Joe mitbekommt, dass seine jüngere Schwester adoptiert werden soll und er befürchtet sie würde dann misshandelt und er könne sie nie wiedersehen, verhelfen ihm die anderen Jungs zur Flucht. Dafür werden sie zusammengeschlagen und in Isolationshaft gebracht. Es stellt sich heraus, dass die gesamte Familie von Schildkröte, bei den Atombombenabwürfen auf Hiroshima verstarb, und er auf der Straße aufgewachsen ist. Joe erreicht das Waisenhaus und versucht mit seiner Schwester zu fliehen, doch werden sie von der Polizei gefasst und er zurückgebracht. Seine Schwester sagt ihm nur, dass er sie vergessen soll und sie alleine zurechtkommt.
Aufseher Ishihara hasst Sakuragi, weil der ihm gegenüber stets gelassen bleibt. Um ihm eins auszuwischen und die Jungs gegeneinander auszuspielen, erzählt er Ungedeckt, welcher in Armut und Hungersnot aufwuchs und allen Mitmenschen misstraut, dass Sakuragi seine eigenen Eltern umgebracht hat, sodass Ungedeckt Angst vor Sakuragi bekommt. Als dann durch eine Zigarette ein Feuer ausbricht, soll Ishihara die Insassen befreien. Dieser schmeißt die Schlüssel für die Zelle Sakuragis weg, um ihn zu töten. Doch der ist schon evakuiert und draußen stellt Sakuragi Ungedeckt für seine Angst vor ihm zur Rede, ehe er hilft andere vor dem Brand zu retten. Ungedeckt ist beeindruckt, dass es Menschen gibt die für die Rettung anderer ihr Leben riskieren. So eilt er selbst zur Hilfe, findet die Schlüssel und schafft es gegen den Widerstand von Ishihara die Jungs zu befreien. Sakuragi wird bewusstlos und ins Krankenhaus gebracht, wo er der Krankenschwester Setsuko erzählt, dass seine fünf älteren Brüder alle getötet wurden. Weil sein Vater nach dem Krieg ein gebrochener Mann war, der brüllte, sich betrank und arbeitslos war, wurde er nicht mehr respektiert und beging Suizid. Sakuragi sieht die Schuld dafür bei sich, hat deswegen Verlustängste und flüchtete sich ins Boxen.
Bevor die Jungs in das Gefängnis kamen, haben sie ihre Träume in einen Baum eingeritzt und versprochen, sich nach ihrem Gefängnisaufenthalt dort wieder zu treffen. Sakuragi wird in eine andere Zelle mit kräftig gebauten Jungs verlegt, welche ihn verprügeln, erniedrigen und ihn brechen wollen. Mario will die Prügel für Sakuragi erleiden. Seine Hand wird mit einem Stein zerschmettert, was ihm das Boxen erschweren soll. Als Sakuragi das erfährt, eskaliert die Situation und seine Zellengenossen wissen, dass sie zu weit gegangen sind. Ishihara glaubt, Sakuragi wäre zu Tode geprügelt worden und ist geschockt, als er alle blutig am Boden liegen sieht.
Dr. Sasaki bringt Ishihara auf die Idee, Sakuragi die Regeln brechen zu lassen, indem er zusehen muss wie seine Freunde verletzt und erniedrigt werden. Diese versuchen die Schmerzen zu ertragen um Sakuragi zu beschützen, doch er greift Ishihara an. Der will ihn daraufhin verhungern lassen und die Todesursache als Herzversagen ausgeben. Schildkröte gelingt es jedoch, Essen in Sakuragis Zelle zu schmuggeln. Die Wache Kumagai weiß von den Vorfällen und will den Jungs helfen, ist jedoch gegen Ishihara und Dr. Sasaki machtlos. Als Sakuragi nach zwei Wochen immer noch am Leben ist und seine Entlassung immer näher rückt, wird Ishihara nervös. Kumagai will Mario aus dem Krankenhaus zurück in die Zelle bringen, da er sexuelle Übergriffe von Dr. Sasaki befürchtet. Doch er wird von Ishihara erwischt, als er erfährt, dass Sakuragi der chinesischen Wasserfolter ausgesetzt ist. Ishihara tötet ihn und lässt es wie einen Autounfall aussehen. Zelle 6 unterliegt nun der Aufsicht von Ishihara. Mario erzählt den anderen, was vorgefallen ist. Sie wissen, dass Sakuragi nicht lebend frei kommt und planen ihn zu retten. Joe überlistet Dr. Sasaki und befreit die anderen Jungs. Sie machen sich auf den Weg zu Sakuragis Zelle, wo Mario Ishihara bewusstlos schlägt. Sie bringen Sakuragi in Sicherheit, ehe Alarm ausgelöst wird, und halten die Verfolger auf. Nach ihrem Ausbruch fühlt sich Mario schlecht, weil er die anderen zurückgelassen hat, doch Joe und Schildkröte überzeugen ihn, dass es seine Bestimmung war Sakuragis Leben zu retten.
Krankenschwester Setsuko erklärt Schildkröte, wo eine nicht genutzte Farm liegt, in der sie sich verstecken können und versorgt sie. Als Sakuragi wieder zu Bewusstsein kommt, sieht er sich in der Verantwortung mit den anderen zurück zur Erziehungsanstalt zu gehen, um sie vor ihren bevorstehenden Qualen zu schützen. Joe wird für die Aufgabe ausgelost. Da er Sasaki und Ishihara erzählt, dass er weiß wie sie in Ei'ichis Selbstmord involviert waren und Sakuragi den Abschiedsbrief hat, werden Kohlkopf, Soldat und Ungedeckt aus der Einzelhaft freigelassen und nicht mehr misshandelt. Zusammen mit Joe sitzen sie ihre restliche Haftzeit ab. In einem Markt lernen Mario und Schildkröte eine Frau namens Lilly kennen, die Boxwettkämpfe in einem nahe liegenden US-amerikanischen Stützpunkt in Tachikawa fördert. Mario, der wie Sakuragi am Boxen interessiert ist, nimmt an einer Runde teil und ist beeindruckt von der Stärke der Männer dort. Sie werden bezahlt und Mario nimmt sich vor, stärker zu werden. Sakuragi und Setsuko verlieben sich ineinander. Er trainiert Mario im Boxen und Schildkröte verkauft Waren auf dem Schwarzmarkt, um an Geld zu kommen. Doch bevor der Boxwettkampf von Mario beginnt, wird Schildkröte von der Polizei ertappt und erfährt, dass Ishihara auf ihn aufmerksam wurde. Er erzählt es Sakuragi am Telefon erzählt, während Mario den Wettkampf gewinnt.
Sakuragi will dem Kampf zwischen ihm und Ishihara ein für alle mal beenden und konfrontiert diesen, nachdem alle von seinen Freunden das Gefängnis verlassen haben. Voller Hass richtet Ishihara eine Pistole auf Sakuragi, doch dieser entwaffnet ihn nur und gibt ihm Ei'ichis Abschiedsbrief, um alles zu beenden. Ishihara will den Kampf auf Leben oder Tod mit einem Messer fortsetzen und greift an. Sakuragi nimmt ihm nur das Messer weg und geht zu Marios Kampf. Auf dem Weg jedoch trifft er auf Dr. Sasaki, die Polizei und US-amerikanische Sicherheitskräfte. Als er das Messer nicht weglegen will, wird er erschossen. Die sechs Freunde und Setsuko sind tief getroffen. Sie versprechen sich, ihre Träume zu verflogen und sich an Sasaki für den Sakuragis Tod zu rächen. Mario bereitet sich zunächst vor, Ishihara zu töten. Doch Sakuragi hätte das nicht gewollt, und so rückt Mario schließlich von seinem Plan ab. Setsuko entwickelt die Gefühle, die sie für Sakuragi empfunden hat für Mario, weil sie Ähnlichkeiten mit Sakuragi in ihm sieht. Dr. Sasaki kandidiert als Bürgermeisterkandidat. Während seines Wahlkampfes entwickelt er Ängste, dass Sakuragis Freunde ihn töten werden. Schließlich tauchen sie bei einer Veranstaltung auf und spielen Tonaufnahmen von seinen Verbrechen vor. Damit ist Sasakis seine Wahlkampagne gescheitert.
Mario beginnt in der Bar, wo er arbeitet, eine Schlägerei mit Kogure Yoshitaka, weil dieser den Bartender angegriffen hat. Danach drohen ihm sieben Jahre Haft. Mario gibt an, die Tat grundlos begangen zu haben. Joe und Soldat tricksen Yoshitaka aus, indem Soldat sich von ihm zwei Schläge geben lässt und ihm danach auch Haft droht. So bekommen sie eine schriftliche Aussage von ihm, die allerdings vom Staatsanwalt zerrissen und ignoriert wird. Erst durch das Geständnis Setsukos, das Mario früher einem Lehrer schlug, weil dieser sie vergewaltigt hatte, sowie der Schilderung von Ungedeckt und weil der Inspektor mit dem Vater von Ungedeckt in der Mandschurei diente, kam Mario mit einer Geldstrafe davon und der Fall wird als Ordnungswidrigkeit erklärt.
Setsuko ist hin- und hergerissen zwischen Mario und dem Mann, den sie heiraten will. Sie warnt Mario vor seiner Liebe zu ihr, welcher auch nicht weiß, wie er mit seinen Gefühlen umgehen soll. Währenddessen vergnügt sich Ungedeckt mit Prostituierten und will seine Jungfräulichkeit verlieren. Joe baut seine Karriere als Sänger und Musiker aus, indem er als Assistent arbeitet. Er bekommt die Chance auf einer Bühne anzutreten, als der Sänger verschwunden ist und wird vom Publikum positiv aufgenommen. Danach jedoch wird er zusammengeschlagen, weil er die ganze Aufmerksamkeit auf sich zieht und dem Sänger und der Band Five Lemons Konkurrenz macht. Ihm wird damit gedroht, Quecksilber verabreicht zu bekommen, welches dafür sorgen soll, dass er seine Stimme verliert. Er schwört, nie wieder zu singen. Von der Managerin Nako Yamauchi jedoch bekommt er die Möglichkeit, zu einem großen Star gemacht zu werden und ist dafür auch bereit auf die perversen Wünsche der Frau einzugehen. Durch Berühmtheit will er auch endlich seine Schwester finden. Doch weil er sein Versprechen gebrochen hat, versuchen die Five Lemons zusammen mit Ishihara ihn abzuhalten oder das Fest zu ruinieren. Doch Yamauchi hat Unterstützung von der Yakuza Fukumoto-Gang. Trotzdem wird sie später zusammen mit Herrn Kawamata festgehalten und Joe bedroht und verletzt. Der Sohn von Herrn Kawamata Shigo macht sich auf den Weg zu Mario. Seine Freunde können ihm in letzter Minute vor der Erschießung durch Ishihara retten. Schließlich kommt Joe zu spät und das Publikum ist bereits weg. Eine zweite Chance bekommt er nicht. So singt er nur vor seinen Freunden. Unter den letzten des Publikums findet sich dann aber doch noch seine Schwester Meg.
Kohlkopf trat der Yakuza bei, doch wurde entlassen, als er nach einem Angriff auf die Yakuza einen Krankenwagen angerufen hatte. Danach versucht er Profi-Wrestler zu werden. Schildkröte lernt die Familie von Ungedeckt kennen und Ungedeckt erzählt ihm von seinen Plänen für ein Jurastudium. So will er den Jungs bei Schwierigkeiten besser helfen zu können. Joe leiht ihm dafür Geld. Er will mit der Prostituierten Eri abhauen, die angibt viele Schulden zu haben und sich um ihre Schwester kümmern zu müssen. Dafür benutzt er Schildkrötes und das von seiner Mutter gestohlenes Geld. Schildkröte verzeiht ihm jedoch, sieht aber trotzdem die Freundschaft gefährdet, da Ungedeckt bereit ist alles für die Liebe aufzugeben. Soldat verprügelt ihn und erzählt ihm, dass er auch schon Geschlechtsverkehr mit ihr hatte. Er solle wieder zu Verstand kommen und sich vor Enttäuschungen in Acht nehmen, sie sei nur „ein Stück Ware“. Doch Ungedeckt bleibt entschlossen und ist bereit sein Leben für sie aufzugeben. Er muss feststellen, dass er vergeblich auf sie wartet, sie ihn belogen hat und mit einem anderen abgehauen ist. Er empfindet Mitleid mit ihr und erzählt seiner Mutter alles, entschuldigt sich bei ihr und arbeitet hart, um das Geld zurückzuzahlen. Sie verzeiht ihm und kümmert sich um ihn.
Lilly will mit ihren Freund in die USA auswandern, wurde jedoch von ihm abserviert und muss ihre Wohnung verlassen. Auch ihr Geld nahm er mit. Schildkröte nimmt einen Auftrag als Schuldeneintreiber bei einem alten Geldverleiher an. So will er Lilly, welche er als Teil der Familie ansieht, helfen das benötigte Geld zu besorgen. Weil Schildkröte atomarer Strahlung ausgesetzt war, ermöglicht Lilly ihm eine Untersuchung. Sie geht zu dem alten Mann und bittet ihn darum, dass er Schildkröte keine Aufträge mehr geben soll, um ihn nicht weiterer Gefahr auszusetzen. Da dieser nicht einwilligt, will sie sich ihm verkaufen. Er bietet ihr stattdessen die Arbeit als Haushaltshilfe an sowie eine Unterkunft. Mario wird vom amerikanischen Boxer Jeffrey gesagt, dass er unmöglich mit seiner gebrochenen rechten Hand boxen kann. Ein Chirurg erklärt ihm, dass es nur eine 30 % oder noch geringere Chance gibt die Hand zu heilen und ein chirurgischer Fehlschlag die Hand noch mehr beschädigen würde. Die Operation wird dennoch erfolgreich und er besiegt seinen Gegner im Boxring. Joe tritt nun in kleinen Hallen der US-Basis auf, Ungedeckt studiert fleißig Jura, Schildkröte zieht sich vom Schwarzmarkt zurück und wird Geldverleiher, Kohlkopf wird professioneller Wrestler und Soldat geht zum Militär. Mario will Sakuragis Traum einer Boxer-Karriere wahr werden lassen.

## Charaktere

### Hauptcharaktere
Rokurōta Sakuragi (桜木 六郎太, Sakuragi Rokurōta)
Sprecher: Rikiya Koyama
Der achtzehnjährige Sakuragi wird von seinen sechs Zellengenossen, die er im Heim kennen lernt, Bruder (アンチャン, Anchan) genannt. Über seinem eigenen Wohl liegt ihm stets das Wohlergehen seiner Freunde, um welches er sich stets bemüht. Der ehemalige Boxer versucht, den sechs Jungen die Werte beizubringen, um jene Torturen überstehen zu können.
Mario Minakami (水上 真理雄, Minakami Mario)
Sprecher: Shun Oguri
Der siebzehnjährige Mario Minakami ist der inoffizielle Anführer der Gruppe. Er bekommt die engste Bindung zu Sakuragi, bewundert diesen sogar, und beginnt als Boxer zu trainieren. Er kam aufgrund des brutalen Verprügelns von einem seiner Lehrer in das Heim; dies tat er jedoch nicht grundlos, was niemand weiß.
Noboru Maeda (前田 昇, Maeda Noboru)
Sprecher: Romi Park
Der sechzehnjährige Maeda wird von seinen Freunden aufgrund seiner kleinen Größe und seinen Zähnen, mit welchen er enorm stark zubeißen kann, „Schildkröte“ (スッポン, Suppon) genannt. Er ist ein guter Geschäftsmann, was ihm immer zugutekommt. Er hat verschiedene Straftaten begangen, wie Diebstahl oder Hehlerei, wobei ihm trotz seiner Festnahme nicht alles nachgewiesen werden konnte.
Ryūji Nomoto (野本 龍次, Nomoto Ryūji)
Sprecher: Keiji Fujiwara
Der siebzehnjährige Nomoto trägt den Spitznamen Baremoto (バレモト) und gilt als der schlaueste unter den Freunden. Er liest viele Bücher und ist sehr gut im Kalkulieren. Er wurde unter anderem wegen Diebstahl in Shoppingcentern eingesperrt.
Mansaku Matsuura (松浦 万作, Matsuura Mansaku)
Sprecher: Tomohiro Waki
Der siebzehnjährige Matsuura trägt den Spitznamen „Kohlkopf“ (キャベツ, Kyabetsu). Er ist der größte der Gruppe, dick und liebt es, zu essen. Trotz seiner Stärke mag der Junge es nicht aufgrund seiner Gutherzigkeit zu kämpfen. Er ist nicht der Hellste, doch für seine Freunde tut er alles. Eingesperrt wurde er, weil er betrunken randaliert hat.
Tadayoshi Tōyama (遠山 忠義, Tōyama Tadayoshi)
Sprecher: Takaya Kuroda
Der siebzehnjährige Tōyama wird von allen „Soldat“ (ヘイタイ, Heitai) genannt. Er wünscht sich den Eintritt in die Armee und ist groß, muskulös und sportlich. Außerdem legt er große Entschlossenheit an den Tag. Er wurde aufgrund von Gewalttaten und Freiheitsberaubungen eingesperrt.
Jō Yokosuka (横須賀 丈, Yokosuka Jō)
Sprecher: Tatsuya Hasome
Der sechzehnjährige Jō, von allen Joe (ジョー, Jō) genannt, ist der leiseste der Gruppe. Er wurde aufgrund von Gewalttaten in Gefangenschaft gebracht und hat eine kleine Schwester namens Meg; beide sind Waisenkinder.
Ishihara (石原)
Sprecher: Kōji Ishii
Ishihara ist der zuständige Aufseher der Gruppe und des Zellenblocks. Er ist brutal und sadistisch und genießt es, Gefangene zu verletzen oder zu bestrafen. Er hat große Angst vor Sakuragi, weshalb er diesen oftmals hart verprügelt; dies tut er jedoch auch mit den anderen der Gruppe.
Gisuke Sasaki (佐々木 義助)
Sprecher: Takaya Hashi
Er ist ein Doktor des Erziehungsheims. Ihm ist es egal, wie sehr Ishihara den Leuten weh tut, meint auf der anderen Seite jedoch immer, man solle den „Jungen“ keinen Schaden zufügen.

### Nebencharaktere
Kumagai (熊谷)
Sprecher: Tsuyoshi Aoki
Er ist einer der Aufseher in der Shonan Disciplinary School. Er ist freundlich und hilfsbereit gegenüber den Jungs und versucht ihnen helfen vor schlimmen Sachen bewahrt zu werden, doch hat nicht genug Macht um sich gegen Ishihara und Dr. Sasaki aufzusetzen.
Megumi Yokosuka (横須賀 メグ, Yokosuka Megu)
Sprecher: Megumi Toyoguchi
Sie ist am Anfang der Geschichte vierzehn Jahre alt und ist die jüngere Schwester von Joe. Sie lebte die ganze Zeit als Waise allein, als sie erfuhr, dass ihr Bruder an einen Mann als Sexware adoptiert wurde. Er hat Angst darum, dass ihr das Gleiche passiert. Die beiden mögen sich sehr und Joe gibt ihr den Spitznamen Meg.
Lilly (リリィ, Ririi)
Sprecher: Kaori Yamagata
Lilly ist eine japanische Frau, die viel in Gesellschaft von US-Soldaten ist. Sie gibt Mario und Schildkröte die Chance ihr neues Leben zu gestalten und wird von den Jungs, insbesondere von Schildkröte als Teil der Familie angesehen.

## Entstehung und Veröffentlichung

### Manga
Geschrieben wurde die Geschichte von George Abe und gezeichnet von Masasumi Kakizaki. Der Seinen-Manga wurde von Shogakukan im Magazin Shūkan Young Sunday publiziert und nach dessen Einstellung in Big Comic Spirits fortgesetzt. Veröffentlicht wurde der Manga ursprünglich zwischen 2003 und 2010, später erschienen die Kapitel in 22 Sammelbänden:
1. ISBN 4-09-153031-1, 5. April 2003, Kapitel 1–9
2. ISBN 4-09-153032-X, 5. Juli 2003, Kapitel 10–20
3. ISBN 4-09-153033-8, 4. Oktober 2003, Kapitel 21–31
4. ISBN 4-09-153034-6, 26. Dezember 2003, Kapitel 32–42
5. ISBN 4-09-153035-4, 5. April 2004, Kapitel 43–52
6. ISBN 4-09-153036-2, 5. Juli 2004, Kapitel 53–62
7. ISBN 4-09-153037-0, 5. Oktober 2004, Kapitel 63–73
8. ISBN 4-09-153038-9, 27. Dezember 2004, Kapitel 74–84
9. ISBN 4-09-153039-7, 5. April 2005, Kapitel 85–95
10. ISBN 4-09-153040-0, 5. Juli 2005, Kapitel 96–106
11. ISBN 4-09-153291-8, 4. November 2005, Kapitel 107–117
12. ISBN 4-09-151080-9, 3. Februar 2006, Kapitel 118–127
13. ISBN 4-09-151080-9, 2. Mai 2006, Kapitel 128–138
14. ISBN 4-09-151108-2, 4. August 2006, Kapitel 139–149
15. ISBN 4-09-151134-1, 2. November 2006, Kapitel 150–160
16. ISBN 978-4-09-151169-0, 5. März 2007, Kapitel 161–171
17. ISBN 978-4-09-151204-8, 5. Juni 2007, Kapitel 172–182
18. ISBN 978-4-09-151226-0, 5. September 2007, Kapitel 183–193
19. ISBN 978-4-09-151257-4, 28. Dezember 2007, Kapitel 194–204
20. ISBN 978-4-09-151326-7, 2. Mai 2008, Kapitel 205–215
21. ISBN 978-4-09-151477-6, 26. Dezember 2009, Kapitel 216–224
22. ISBN 978-4-09-151493-6, 27. Februar 2010, Kapitel 225–235

### Anime
Ein auf dem Manga basierender Anime entstand beim Studio Madhouse und erschien bislang nur in Japan. Er wurde erstmals zwischen dem 7. April und 29. September 2010 nach Mitternacht (und damit am vorigen Fernsehtag) auf Nippon TV ausgestrahlt, sowie mit bis zu zwei Monaten Versatz auch auf Chūkyō TV, Sapporo TV und Yomiuri TV. Regie führte Hiroshi Kōjina, während Hideo Takayashiki als Drehbuchautor fungierte.
Im März 2019 gab Universum Anime bekannt, die Serie lizenziert zu haben und verteilt auf vier Volumes auf DVD und Blu-ray ab 26. Juli 2019 zu veröffentlichen.

#### Episodenliste
| Nummer | Titel            | Erstausstrahlungsdatum |
| ------ | ---------------- | ---------------------- |
| 01     | After The Rain   | 7. April 2010          |
| 02     | Fugitive         | 15. April 2010         |
| 03     | Distrust         | 22. April 2010         |
| 04     | Dissolve         | 29. April 2010         |
| 05     | Someday…         | 6. Mai 2010            |
| 06     | Truth            | 13. Mai 2010           |
| 07     | Determination    | 20. Mai 2010           |
| 08     | Freedom          | 27. Mai 2010           |
| 09     | Lament           | 2. Juni 2010           |
| 10     | Vengeance        | 9. Juni 2010           |
| 11     | Showdown         | 16. Juni 2010          |
| 12     | Promise          | 23. Juni 2010          |
| 13     | Recollect        | 30. Juni 2010          |
| 14     | Revenge          | 7. Juli 2010           |
| 15     | Annoyance        | 14. Juli 2010          |
| 16     | Hidden           | 21. Juli 2010          |
| 17     | Parting          | 28. Juli 2010          |
| 18     | Unbreakable      | 4. August 2010         |
| 19     | Reunion          | 11. August 2010        |
| 20     | Vocation         | 18. August 2010        |
| 21     | Blinded          | 25. August 2010        |
| 22     | Emergence        | 1. September 2010      |
| 23     | Chance           | 8. September 2010      |
| 24     | Desperate        | 15. September 2010     |
| 25     | Independence     | 22. September 2010     |
| 26     | Over the Rainbow | 29. September 2010     |

#### Stil und Motive
Der Anime spielt in Japan in den 1950er Jahren zurzeit der US-amerikanischen Besatzung. Im Fokus steht die Lebens- und Leidensgeschichte der Freunde in dieser Zeit.
Der Anime ist realitätsnah gehalten. Aufgrund seiner Gewaltdarstellung und den angesprochenen Themen richtet sich der Anime an ein erwachsenes Publikum und ist dem Seinen-Gerne zuzuordnen.

#### Synchronisation
Die deutsche Synchronisation wurde bei der EuroSync GmbH in Berlin nach einem Dialogbuch von Peer Pfeiffer und unter der Dialogregie von Stefan Wellner produziert
| Rolle      | Japanische Stimme (Seiyū) | Synchronsprecher  |
| ---------- | ------------------------- | ----------------- |
| Erzählerin | Megumi Hayashibara        | Gundi Eberhard    |
| Sakuragi   | Rikiya Kuyama             | Fabian Oscar Wien |
| Mario      | Shun Oguri                | David Turba       |
| Maeda      | Romi Park                 | Hannes Maurer     |
| Nomoto     | Keiji Fujiwara            | Tommy Morgenstern |
| Matsuura   | Tomohiro Waki             | Jesco Wirthgen    |
| Tōyama     | Takaya Kuroda             | Sebastian Schulz  |
| Jō         | Tatsuya Hasome            | Dirk Petrick      |
| Ishihara   | Kōji Ishii                | Oliver Siebeck    |
| Sasaki     | Takaya Hashi              | Axel Lutter       |

#### Musik
Die Musik im Anime ist von Yu Takami. Der Vorspanntitel We're not alone ist von der japanischen Alternative-Rock- und Post-Hardcore-Band Coldrain. Der Abspann A far off distance stammt von der japanischen Power-Metal-Band Galneryus.

## Rezeption
Rainbow: Nisha Rokubō no Shichinin gewann den 51. Shōgakukan-Manga-Preis in der allgemeinen Kategorie zusammen mit A Spirit of The Sun. In der Internet Movie Database hat der Anime einen Score von 8,4 bekommen.